# Mỏ to cánh đốm
Mycerobas melanozanthos là một loài chim trong họ Fringillidae.